# ケイラ・ハリソン
ケイラ・ハリソン（ラテン語: Kayla Harrison、1990年7月2日 - ）は、アメリカ合衆国の女性総合格闘家、柔道家。オハイオ州ミドルタウン出身。アメリカン・トップチーム所属。第9代UFC世界女子バンタム級王者（2025年6月現在、在位）。UFC女子パウンド・フォー・パウンド・ランキング3位（2025年6月10日）。PFL女子ライト級トーナメント2019・2021王者。

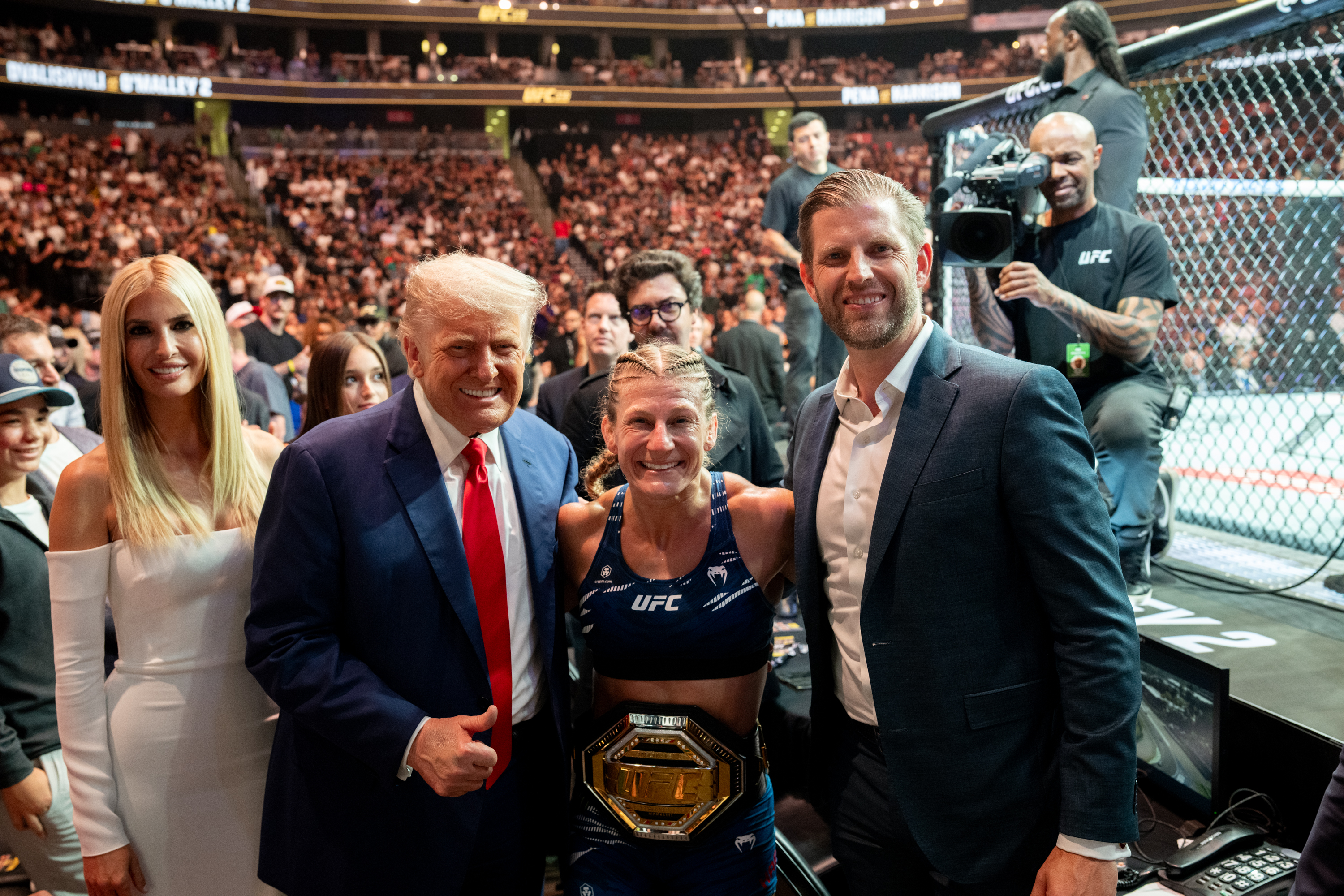
ドナルド・トランプ大統領と記念撮影するハリソン（UFC 316）

## 来歴

### 柔道
母親が柔道をやっていたことから6歳の時に柔道を始め、国内・国際大会で多くのメダルを手にした。
2010年世界柔道選手権大会では中国の楊秀麗や日本の緒方亜香里ら強者揃いの78kg級で勝ち抜き、決勝ではブラジルのマイラ・アギアルを相手にGSまでもつれ込むも優勝を果たし、2012年ロンドンオリンピックの切符を手にした。
世界柔道選手権でのアメリカ代表では1999年のジミー・ペドロ（のちにハリソンのコーチとなる）以来11年ぶりの金メダル獲得、女子に限っては1984年のアン＝マリー・バーンズ以来26年ぶりであった。
2012年7月のロンドンオリンピックでは準決勝でアギアルを、決勝では地元イギリスのジェマ・ギボンズを破って金メダルを獲得した。
2013年には階級を70kg級に下げたが、ケガなどもあって世界選手権には出場しなかった。2014年からはもとの階級である78kg級に戻してグランプリ・ハバナで復帰戦を飾ることになった。世界選手権では準決勝でブラジルのアギアルと対戦し敗れて3位にとどまった。
2015年のワールドマスターズでは優勝を飾り、パンアメリカン競技大会では2連覇を飾った。世界選手権では3回戦で韓国のユン・ヒョンジと対戦しGSに入ってから裏投げの技ありで敗れてメダルを獲得できず終わった。しかし、グランドスラム・東京では優勝を飾っている。

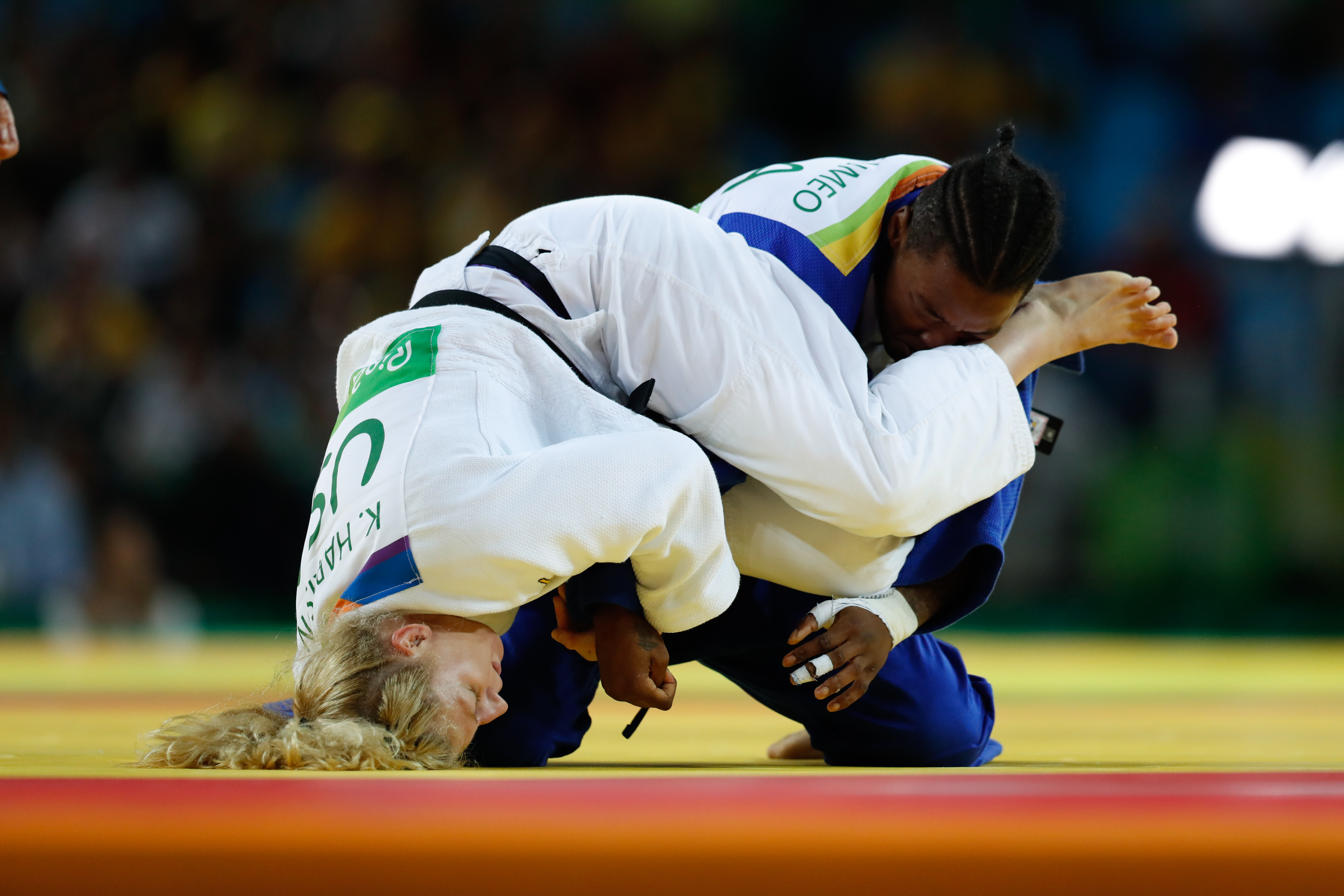
リオデジャネイロオリンピック女子柔道78kg級決勝戦でフランスのオドレー・チュメオに腕挫十字固を仕掛けるハリソン (白柔道着)

2016年にはパンナム選手権で優勝すると、ワールドマスターズでは2連覇を達成した。リオデジャネイロオリンピックでは決勝でフランスのオドレー・チュメオを腕挫十字固で破ったのをはじめ、オール一本勝ちでオリンピック2連覇を達成した。
2016年8月31日、ハリソンは抜群昇段により、アメリカ柔道連盟（USJA）からアメリカ国内最年少記録となる6段を与えられた。
正式な引退は表明しないものの、再び柔道に取り組むことは基本的にないと語り、噂されている総合格闘技への参戦も現時点ではないとしていが、その後、総合格闘技への転向を正式に表明。
2018年2月、総合格闘技団体のPFLでデビューすることが決定した。

### 総合格闘技
2018年6月21日、PFL 6で総合格闘技デビュー、ライト級（70.3kg）でブリトニー・エルキンと対戦し、腕ひしぎ十字固めで1R一本勝ち。
2019年5月9日、PFL 1の女子ライト級トーナメントのレギュラーシーズン1回戦でラリッサ・パシェコと対戦し、3-0の判定勝ちを収め3ポイントを獲得。7月11日、PFL 4でモーガン・フライアーにキーロックで1R一本勝ちを収め6ポイントを獲得し、合計獲得ポイント9ポイントでプレーオフ進出を決めた。
2019年10月11日、PFL 7の女子ライト級トーナメント準決勝でボビー・ジョー・ディエルと対戦し、腕ひしぎ十字固めで1R一本勝ち。決勝戦へ進出した。
2019年12月31日、PFL 10の女子ライト級トーナメント決勝戦でラリッサ・パシェコと再戦し、3-0の5R判定勝ち。トーナメント優勝を果たし、優勝賞金100万ドル（1億1000万円）を獲得した。
2021年8月19日、PFL 8の女子ライト級トーナメント準決勝でジェナ・ファビアンと対戦し、パウンドで1RTKO勝ち。決勝戦へ進出した。
2021年10月27日、PFL 10の女子ライト級トーナメント決勝でテイラー・グアルダードと対戦し、腕ひしぎ十字固めで2R一本勝ち。2度目のトーナメント優勝を果たし、優勝賞金100万ドル（1億1300万円）を獲得した。
2022年11月25日、PFL 10の女子ライト級トーナメント決勝でラリッサ・パシェコとラバーマッチを行い、オッズでは1.1倍対6.5倍で圧倒的有利と目されていたが0-3の5R判定負け。キャリア16戦目で初黒星を喫するとともにリベンジを許した。

### UFC
2024年4月13日、UFC初参戦となったUFC 300で女子バンタム級ランキング5位の元UFC世界女子バンタム級王者ホリー・ホルムと対戦し、リアネイキドチョークで2R一本勝ち。
2024年10月5日、UFC 307で女子バンタム級ランキング2位のケトレン・ヴィエラと対戦し、3-0の判定勝ち。試合後にタイトル挑戦をアピールした。

#### UFC世界王座獲得
2025年6月7日、UFC 316のUFC世界女子バンタム級タイトルマッチで王者ジュリアナ・ペーニャに挑戦し、キムラロックで2R一本勝ち。王座獲得に成功し、パフォーマンス・オブ・ザ・ナイトを受賞した。

## 人物・エピソード
- 模範とすべき柔道家としてコーチのジミー・ペドロとともに谷亮子の名を挙げている[4]。

### コーチによる性的虐待
ハリソンは8歳の時からコーチについていたダニエル・ドイルと13歳の時から3年間にわたって性的関係を有していた。ハリソンが16歳の時、ドイルが別の女性とも関係を持っていたことを知り、周囲に自らとコーチとの関係について告白することにした。これを母親が警察に連絡したことによって裁判となった。結果として、ドイルは外国の大会にハリソンと同伴した際に不法な性的関係を持ったとの理由で2007年に10年の服役を言い渡された。
2011年になって、他にこのようなケースに巻き込まれた人々を力付けるためにと、この一件の詳細を公にすることにした。

## 戦績

### 総合格闘技
| 総合格闘技 戦績 | 総合格闘技 戦績 | 総合格闘技 戦績 | 総合格闘技 戦績 | 総合格闘技 戦績 | 総合格闘技 戦績 | 総合格闘技 戦績 |
| --------------- | --------------- | --------------- | --------------- | --------------- | --------------- | --------------- |
| 20 試合         | (T)KO           | 一本            | 判定            | その他          | 引き分け        | 無効試合        |
| 19 勝           | 6               | 8               | 5               | 0               | 0               | 0               |
| 1 敗            | 0               | 0               | 1               | 0               | 0               | 0               |

| 勝敗 | 対戦相手                 | 試合結果                                   | 大会名                                                                      | 開催年月日     |
| ○    | ジュリアナ・ペーニャ     | 2R 4:55 キムラロック                       | UFC 316: Dvalishvili vs. O'Malley 2 【UFC世界女子バンタム級タイトルマッチ】 | 2025年6月7日   |
| ○    | ケトレン・ヴィエラ       | 5分3R終了 判定3-0                          | UFC 307: Pereira vs. Rountree                                               | 2024年10月5日  |
| ○    | ホリー・ホルム           | 2R 1:47 リアネイキドチョーク               | UFC 300: Pereira vs. Hill                                                   | 2024年4月13日  |
| ○    | アスペン・ラッド         | 5分3R終了 判定3-0                          | PFL 10                                                                      | 2023年11月24日 |
| ×    | ラリッサ・パシェコ       | 5分5R終了 判定0-3                          | PFL 10 【2022年PFL女子ライト級トーナメント決勝】                            | 2022年11月25日 |
| ○    | マルティナ・ジンドロヴァ | 1R 3:17 肩固め                             | PFL 9 【2022年PFL女子ライト級トーナメント準決勝】                           | 2022年8月20日  |
| ○    | ケイトリン・ヤング       | 1R 2:35 TKO（パウンド）                    | PFL 6 【2022年PFL女子ライト級トーナメント・レギュラーシーズン2回戦】        | 2022年7月1日   |
| ○    | マリナ・モハナトキナ     | 5分3R終了 判定3-0                          | PFL 3 【2022年PFL女子ライト級トーナメント・レギュラーシーズン1回戦】        | 2022年5月6日   |
| ○    | テイラー・グアルダード   | 2R 4:00 腕ひしぎ十字固め                   | PFL 8 【2021年PFL女子ライト級トーナメント決勝】                             | 2021年8月19日  |
| ○    | ジェナ・ファビアン       | 1R 4:01 TKO（パウンド）                    | PFL 8 【2021年PFL女子ライト級トーナメント準決勝】                           | 2021年8月19日  |
| ○    | シンディ・ダンドワ       | 1R 4:44 腕ひしぎ十字固め                   | PFL 6 【2021年PFL女子ライト級トーナメント・レギュラーシーズン2回戦】        | 2021年6月25日  |
| ○    | マリアナ・モライス       | 1R 1:23 TKO（パウンド）                    | PFL 3 【2021年PFL女子ライト級トーナメント・レギュラーシーズン1回戦】        | 2021年5月6日   |
| ○    | コートニー・キング       | 2R 2:48 TKO（パウンド）                    | Invicta FC 43                                                               | 2020年11月20日 |
| ○    | ラリッサ・パシェコ       | 5分5R終了 判定3-0                          | PFL 10 【2019年PFL女子ライト級トーナメント決勝戦】                          | 2019年12月31日 |
| ○    | ボビー・ジョー・ディエル | 1R 3:32 腕ひしぎ十字固め                   | PFL 7 【2019年PFL女子ライト級トーナメント準決勝】                           | 2019年10月11日 |
| ○    | モーガン・フライアー     | 1R 3:35 V1アームロック（発表はキーロック） | PFL 4 【2019年PFL女子ライト級トーナメント・レギュラーシーズン2回戦】        | 2019年7月11日  |
| ○    | ラリッサ・パシェコ       | 5分3R終了 判定3-0                          | PFL 1 【2019年PFL女子ライト級トーナメント・レギュラーシーズン1回戦】        | 2019年5月9日   |
| ○    | モリエル・チャルネスキ   | 1R 3:39 TKO（パウンド）                    | PFL 11                                                                      | 2018年12月31日 |
| ○    | ジョゼット・コットン     | 3R 1:24 TKO（パウンド）                    | PFL 6                                                                       | 2018年8月16日  |
| ○    | ブリトニー・エルキン     | 1R 3:18 腕ひしぎ十字固め                   | PFL 2                                                                       | 2018年6月21日  |

## 獲得タイトル

### 総合格闘技
- 第9代UFC世界女子バンタム級王座（2025年）
- PFL女子ライト級トーナメント優勝（2019年・2021年）

### 柔道
78kg級での戦績
- 2007年 - ベルギージュニア国際 3位(70k級)
- 2008年 - 世界ジュニア 優勝
- 2008年 - 韓国国際 2位
- 2009年 - 世界ジュニア 2位
- 2010年 - グランプリ・デュッセルドルフ 3位
- 2010年 - ワールドカップ・ワルシャワ 3位
- 2010年 - パンナム選手権 3位
- 2010年 - グランドスラム・リオデジャネイロ 5位
- 2010年 - ワールドカップ・サンパウロ 優勝
- 2010年 - ワールドカップ・マルガリータ島 優勝
- 2010年 - ワールドカップ・サンサルバドル 優勝
- 2010年 - ワールドカップ・マイアミ 優勝
- 2010年 - 世界選手権 優勝
- 2010年 - ワールドカップ・タシュケント 2位
- 2010年 - ワールドカップ・バーミンガム 優勝
- 2010年 - グランプリ・ロッテルダム 3位
- 2010年 - グランプリ・アブダビ 優勝
- 2011年 - グランドスラム・パリ 5位
- 2011年 - パンナム選手権 優勝
- 2011年 - グランドスラム・モスクワ 5位
- 2011年 - グランドスラム・リオデジャネイロ 2位
- 2011年 - ワールドカップ・マイアミ 優勝
- 2011年 - ワールドカップ・マルガリータ島 優勝
- 2011年 - 世界選手権 3位
- 2011年 - グランプリ・アブダビ 5位
- 2011年 - パンアメリカン競技大会 優勝
- 2011年 - グランドスラム・東京 2位
- 2011年 - グランプリ・青島 優勝
- 2012年 - グランドスラム・パリ 2位
- 2012年 - ワールドカップ・ブダペスト 優勝
- 2012年 - グランプリ・デュッセルドルフ 優勝
- 2012年 - ワールドカップ・マイアミ 優勝
- 2012年 - グランドスラム・リオデジャネイロ 優勝
- 2012年 - ロンドンオリンピック 優勝

70kg級での戦績
- 2013年 - パンナムオープン・モンテビデオ 2位
- 2013年 - パンナムオープン・ブエノスアイレス 優勝
- 2013年 - パンナム選手権 3位

78kg級での戦績
- 2014年 - グランプリ・ハバナ　優勝
- 2014年 - 世界選手権　3位
- 2014年 - グランドスラム・アブダビ　5位
- 2014年 - グランドスラム・東京 優勝
- 2015年 - グランプリ・デュッセルドルフ 優勝
- 2015年 - グランプリ・トビリシ　優勝
- 2015年 - グランドスラム・バクー　3位
- 2015年 - ワールドマスターズ　優勝
- 2015年 - グランプリ・ブダペスト　優勝
- 2015年 - パンアメリカン競技大会 優勝
- 2015年 -　グランプリ・青島　3位
- 2015年 -　グランプリ・チェジュ　2位
- 2015年 - グランドスラム・東京 優勝
- 2016年 -　グランプリ・ハバナ　3位
- 2016年 -　グランドスラム・パリ　2位
- 2016年 - パンナム選手権 優勝
- 2016年 -　ワールドマスターズ　優勝
- 2016年 - グランプリ・ブダペスト　優勝
- 2016年 - リオデジャネイロオリンピック 優勝

(出典、JudoInside.com)。

## 表彰
- UFC パフォーマンス・オブ・ザ・ナイト（1回）